# Kitaōji Rosanjin

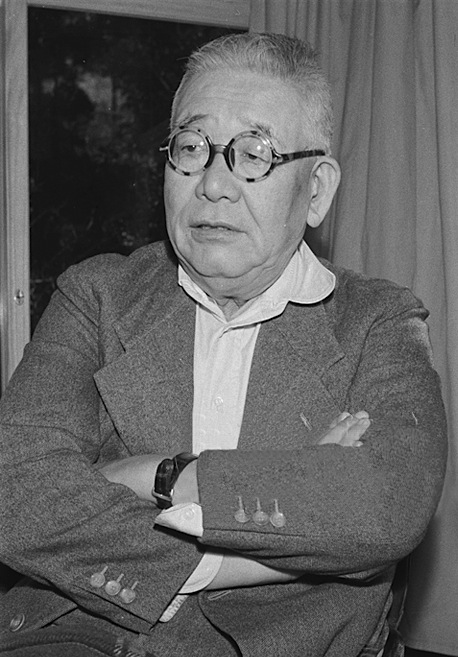
Kitaōji Rosanjin

Kitaōji Rosanjin (japanisch 北大路 魯山人; eigentlich Kitaōji Fusajirō (北大路 房次郎); geboren 23. März 1883 in Kyōto; gestorben 21. Dezember 1959 in Yokohama (Präfektur Kanagawa)) war ein japanischer Kunsttöpfer und Gourmet.

## Leben und Werk
Kitaōji Rosanjin begann seine künstlerische Laufbahn als Kalligraph. Von 1915 bis 1917 studierte er die Herstellung von Porzellan an einem Kutani-Ofen in Kanazawa. Danach ließ er sich in Kita-Kamakura nieder und errichtete dort seinen eigenen Brennofen. Rosanjin begann Keramiken zu entwerfen und zu produzieren zum Teil deswegen, weil er ein leidenschaftlicher Anhänger einer guten japanische Küche war und er die vorhandene Keramik nicht so recht passend dafür fand. Er wandelte dabei sehr kenntnisreich Keramik früherer Zeiten ab und schuf in moderner Form Eigenes.
Der größte Teil seiner Produktion vor dem Pazifikkrieg bestand aus Porzellan, das von dem Imari-Porzellan in Blau und Weiß inspiriert war, und aus Keramik nach Kutani-Art. Nach dem Krieg konzentriere er sich auf Steingut, angeregt durch Bizen-Keramik und Mino-Keramik.